# Netro
Netro är en ort och kommun i provinsen Biella i regionen Piemonte i Italien. Kommunen hade 972 invånare (2018).